# ألونسو دي ألفارادو
ألونسو دي ألفارادو (بالإسبانية: Alonso de Alvarado)‏ هو مستكشف وعسكري إسباني، ولد في 1500 في Secadura ‏ في إسبانيا، وتوفي في 1556 في ليما في بيرو.